# Siteroptes kneeboni
Siteroptes kneeboni är en spindeldjursart som först beskrevs av Wicht 1970.  Siteroptes kneeboni ingår i släktet Siteroptes och familjen Siteroptidae. Inga underarter finns listade i Catalogue of Life.